# Стадион Бесник Бегунца
Стадион Бесник Бегунца (алб. Stadiumi i Qytetit "Besnik Begunca") је вишенаменски стадион у Качанику на ком домаће утакмице игра Лепенци. Назив носи по терористи Беснику Бегунци из редова Ослободилачке војске Косова (ОВК). Изградња је коштала 340.000 евра.